# Noizay
Noizay ist eine französische Gemeinde mit 1.142 Einwohnern (Stand: 1. Januar 2022) im Département Indre-et-Loire in der Region Centre-Val de Loire; sie gehört zum Arrondissement Loches und zum Kanton Amboise (bis 2015: Kanton Vouvray). Die Einwohner werden Noizéens genannt.

## Geographie
Noizay liegt etwa zehn Kilometer östlich von Tours in der Landschaft Touraine am Fluss Cisse. Die Loire begrenzt die Gemeinde im Süden. Umgeben wird Noizay von den Nachbargemeinden Chançay im Norden, Nazelles-Négron im Osten, Lussault-sur-Loire im Süden, Montlouis-sur-Loire im Südwesten sowie Vernou-sur-Brenne im Westen.
Durch die Gemeinde führt die Bahnstrecke Paris–Bordeaux.

## Bevölkerungsentwicklung
| Jahr                       | 1962 | 1968 | 1975 | 1982 | 1990 | 1999 | 2006 | 2017 |
| Einwohner                  | 948  | 862  | 900  | 957  | 1037 | 1155 | 1091 | 1139 |
| Quellen: Cassini und INSEE |      |      |      |      |      |      |      |      |

## Sehenswürdigkeiten
- Kirche Saint-Prix aus dem 11./12. Jahrhundert
- Schloss Noizay
- Herrenhaus Noizay

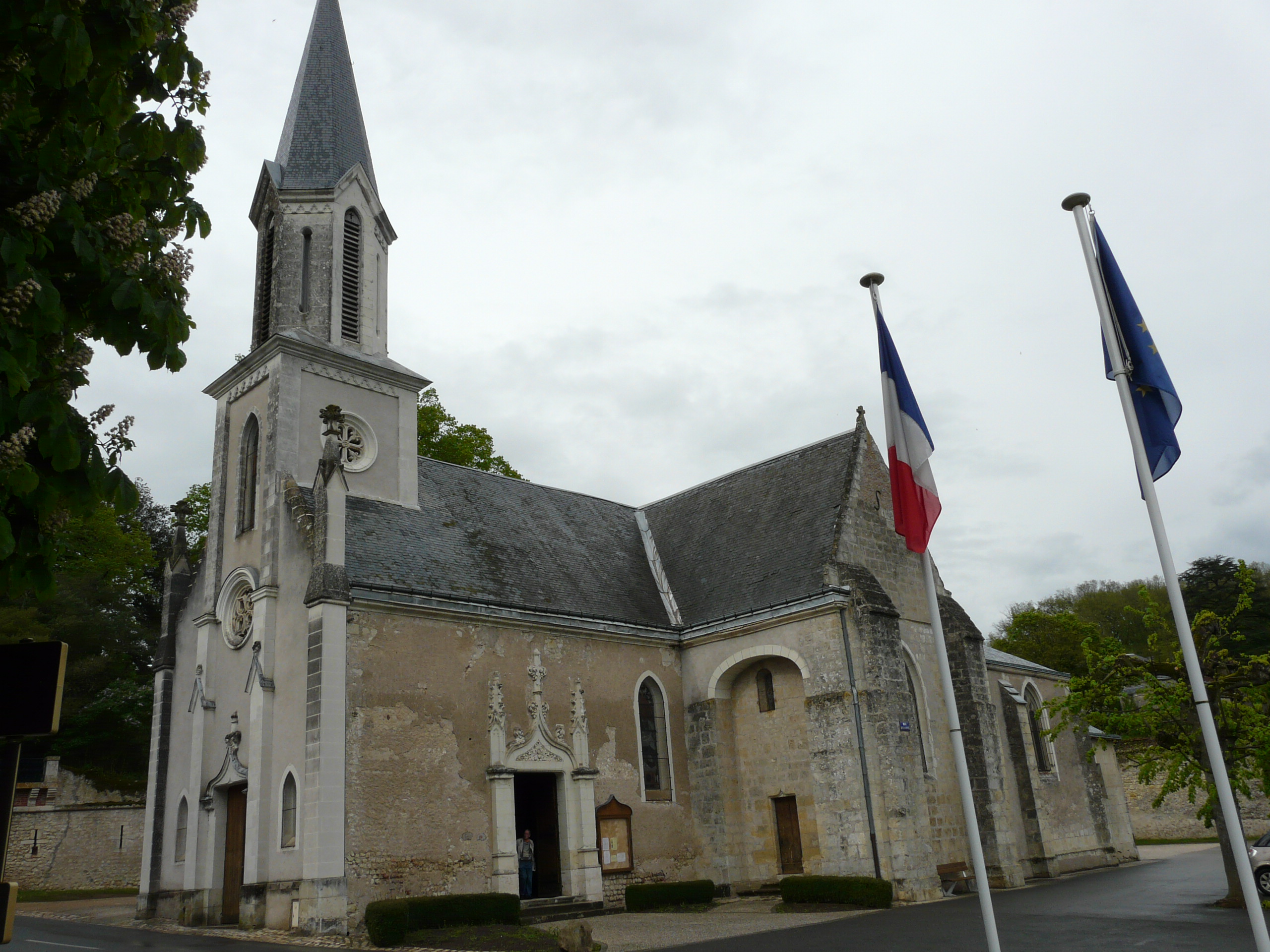
Kirche Saint-Prix
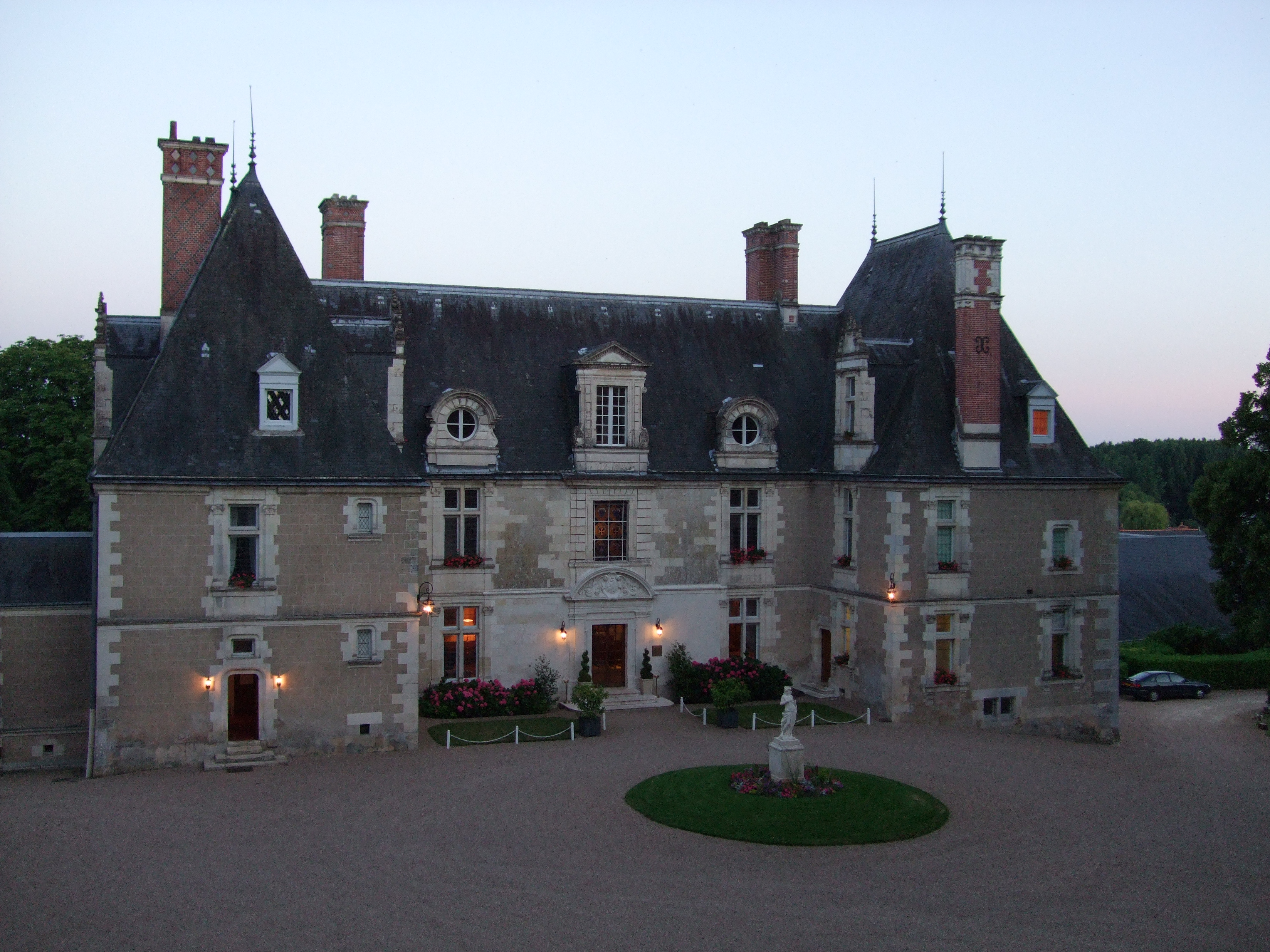
Schloss Noizay